# Poziewnik miękkowłosy
Poziewnik miękkowłosy (Galeopsis pubescens Besser) – gatunek rośliny  należący do rodziny jasnotowatych. Występuje w Europie z wyjątkiem jej części najbardziej zachodniej i północnej – od Francji, poprzez Niemcy, Polskę, Białoruś po zachodnią Rosję i rejon Kaukazu, na południu granica zasięgu biegnie przez Ukrainę, Rumunię, Grecję i Włochy. Zawleczony został w Rosji na Syberię i do Kraju Nadmorskiego. W Polsce jest pospolity na terenie całego kraju z wyjątkiem północno-wschodniej jego części, gdzie spotykany jest rzadziej.

## Morfologia
PokrójRoślina zielna o łodydze zwykle do 0,5, rzadko do 1 m wysokości. Łodyga pod węzłami nieznacznie tylko zgrubiała, pokryta miękkimi i przylegającymi włoskami oraz włoskami gruczołowatymi, a jeśli czasem obecne są szczecinki to nieliczne i miękkie.
LiścieOgonkowe, o blaszce jajowatej, od 3 do 7 cm długości i od 1 do 4 cm szerokości. Wierzchołek blaszki zaostrzony, brzeg ząbkowano-piłkowany (z jednej strony z 10–20 ząbkami), nasada zaokrąglona do sercowatej. Liście podobnie jak łodyga miękko tylko owłosione i czasem z włoskami gruczołowatymi.
KwiatyZebrane po 2–6 w nibyokółkach w szczytowej części pędu. Kielich zrosłodziałkowy, dzwonkowaty, z ząbkami lancetowatymi, ze słabo widocznymi nerwami. Korona grzbiecista, dwuwargowa, o rurce 2–3 razy dłuższej od kielicha. Rurka zwykle biaława lub zielonkawa w dole, w górze czerwono nabiegła, natomiast pozostała część korony jest zwykle purpurowofioletowa do różowej, rzadko biaława lub żółtawa, z intensywnie żółtą plamą w gardzieli i rysunkiem z czerwonych żyłek. Korona osiąga od 18 do 25 mm długości.
OwoceRozłupnie rozpadające się na cztery rozłupki, odwrotnie jajowato trójgraniaste, ok. 2,5 mm długości, ciemne i drobno gruzełkowate na powierzchni.

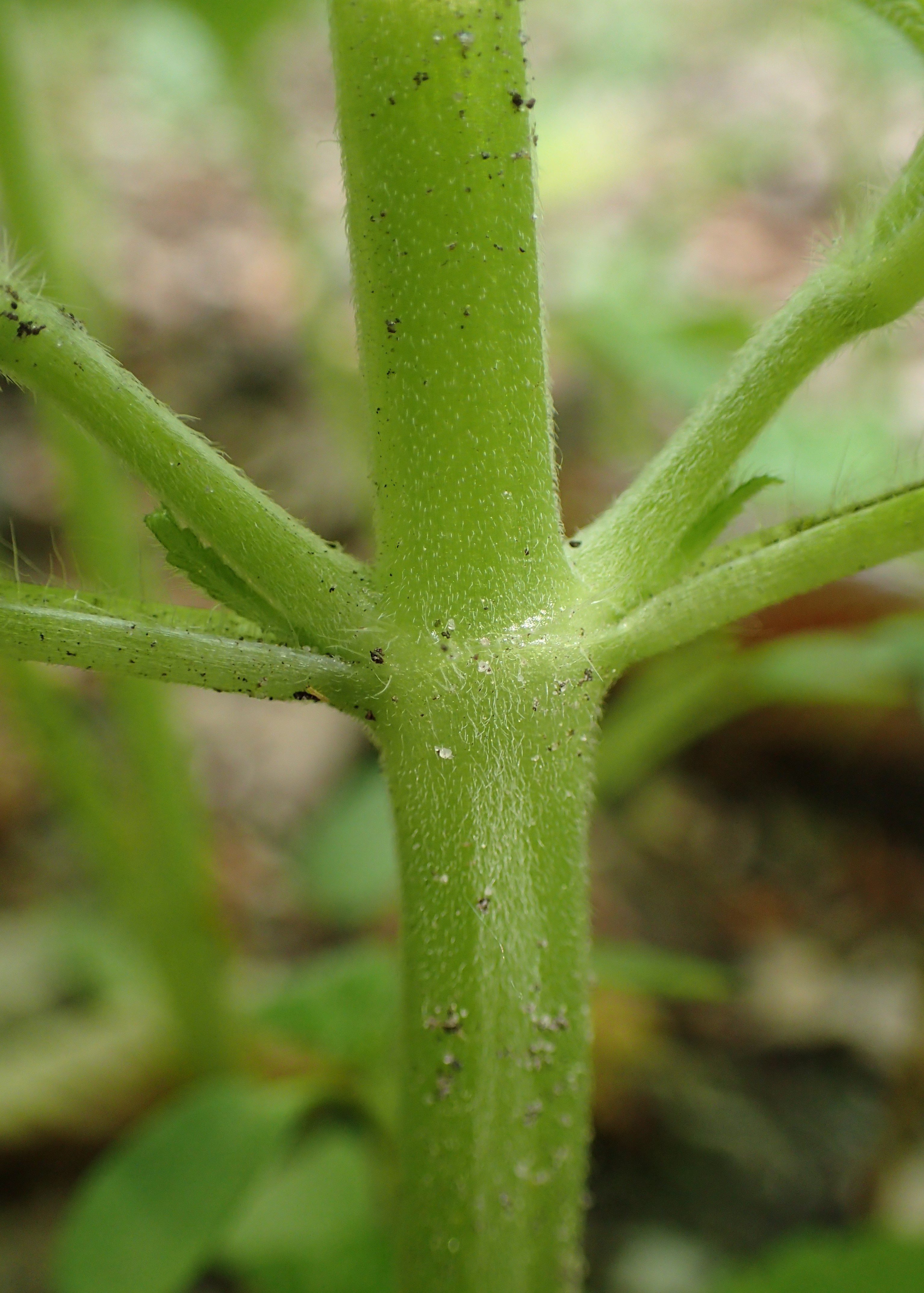
Przylegająco owłosiona łodyga w węźle
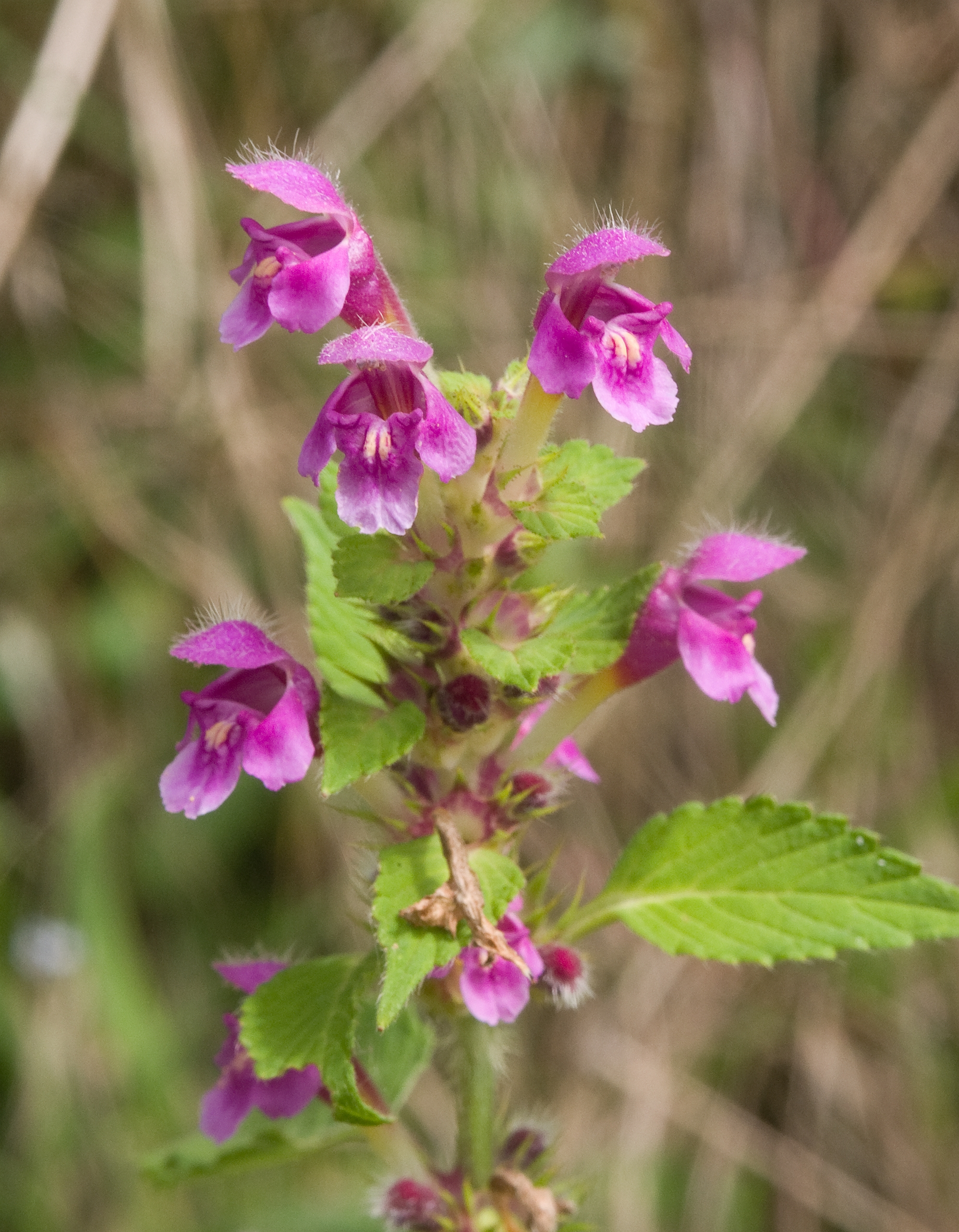
Kwiatostan
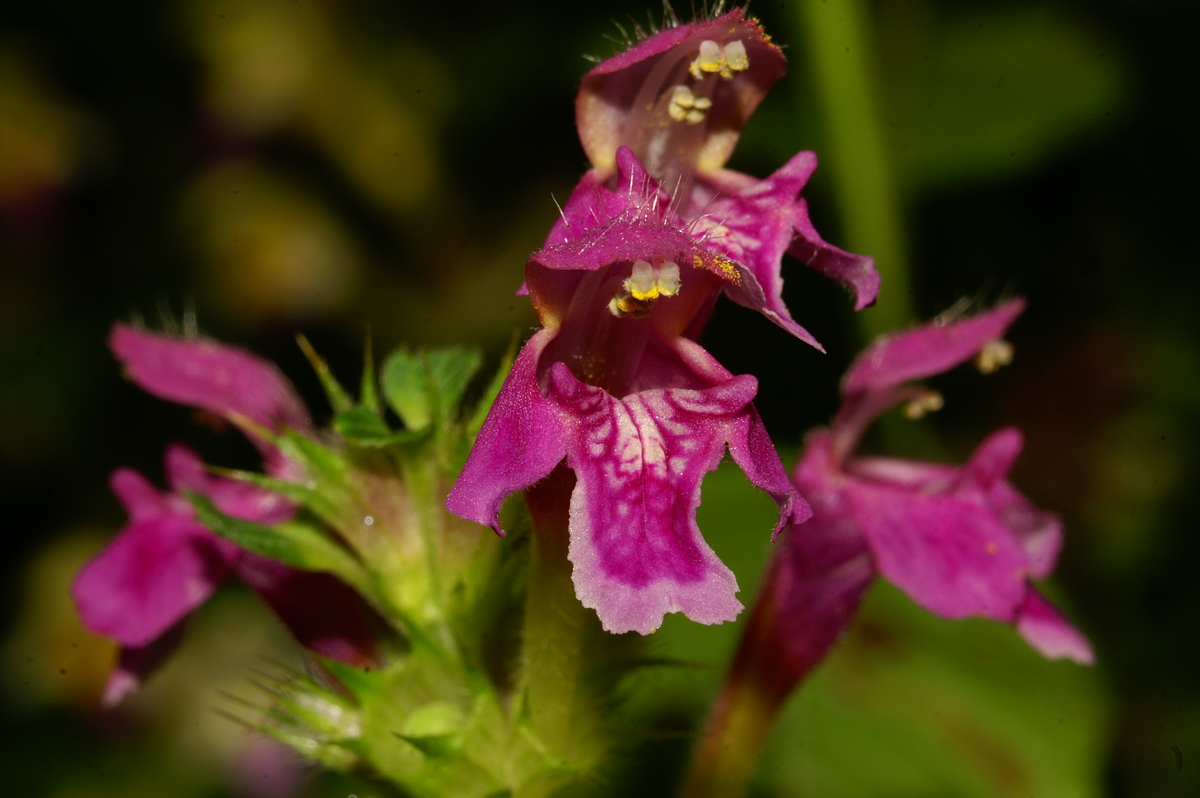
Kwiat

Gatunki podobneTylko dwa inne gatunki poziewników o miękko owłosionych łodygach i niezgrubiałych węzłach występują w Europie Środkowej – poziewnik polny G. ladanum i wąskolistny G. angustifolium, oba rosną jednak poza lasami, mają liście równowąskie do lancetowatych, z kilkoma tylko ząbkami na brzegu, ich górna warga jest węższa od łatki środkowej wargi dolnej. Pozostałe gatunki różnią się obecnością kolących, szczeciniastych włosków na zgrubiałych węzłach.

## Biologia i ekologia
Roślina jednoroczna. Kwitnie od czerwca do października.
Rośnie przede wszystkim w lasach liściastych i zaroślach, zwykle widnych i w miejscach prześwietlonych – na przydrożach śródleśnych i zrębach, rzadziej także na siedliskach ruderalnych. Jest gatunkiem charakterystycznym dla rzędu zespołów roślinnych Artemisietalia. W polskich górach występuje tylko w niższych położeniach sięgając do ok. 500–700 m n.p.m., najwyżej sięgając 1110 m w Bieszczadach.
Liczba chromosomów 2n = 16.

## Mieszańce
Gatunek ten jest jednym z rodziców poziewnika szorstkiego G. tetrahit, będącego utrwalonym, tetraploidalnym mieszańcem. Drugim rodzicem był poziewnik pstry G. speciosa. Gatunek tworzy poza tym mieszańce z poziewnikiem dwudzielnym G. bifida, pstrym i wsteczne z szorstkim (mieszaniec taki nosi nazwę G. ×acuminata Rchb.).